# Rede Agropecuária de Comércio Exterior
A Rede Agropecuária de Comércio Exterior (InterAgro) é uma iniciativa conjunta da Confederação da Agricultura e Pecuária do Brasil (CNA) e da Apex-Brasil voltada à sensibilização de produtores rurais para o comércio exterior. Seu objetivo é capacitar agricultores e pecuaristas, bem como profissionais de apoio ao agronegócio, para os desafios e oportunidades do comércio internacional.
Co-realizada pela CNA e pela Apex-Brasil, a InterAgro conta, ainda, com o apoio de Federações de Agricultura e Pecuária estaduais, do Ministério da Indústria, Comércio Exterior e Serviços (MDIC), do Ministério da Agricultura, Pecuária e Abastecimento (MAPA) e da firma de consultoria Barral M Jorge. A rede integra, ainda, o Plano Nacional da Cultura Exportadora (PNCE), gerido pelo governo federal brasileiro.

## Iniciativas
A InterAgro mantém três tipos de iniciativa: seminários presenciais, videoconferências e compartilhamento de informações.

### Seminários
Considerando a complexidade da agropecuária brasileira, a Rede InterAgro organiza seminários presenciais com base nas especificidades de determinados estados ou cadeias agropecuárias. Nesses eventos, que geralmente duram um dia, técnicos das cinco instituições organizadoras apresentam painéis sobre temas variados ligados ao comércio exterior.
- Seminário de Lançamento

Ocorrido em Brasília nos dias 16 e 17 de agosto de 2016, o seminário de lançamento da Rede InterAgro contou com a participação de funcionários públicos, empresários e produtores rurais e técnicos agropecuários de onze estados brasileiros. Ali, foram definidas as diretrizes do programa para 2017.
- InterAgro Flores

Realizado no dia 22 de março de 2017, o Seminário de Comércio Exterior sobre Flores envolveu produtores rurais, membros de cooperativas e funcionários de empresas atacadistas. Com foco setorial em flores, o evento, realizado em Holambra (SP), teve palestras sobre questões como cultura exportadora e etapas da exportação, entre outros. Foi apontado que há mercados potenciais para o setor na América Latina.
- InterAgro Bahia

No dia 29 de maio de 2017, a CNA realizou o Seminário de Comércio Exterior na Bahia. Com foco nas cadeias da fruticultura, cafeicultura e silvicultura, o evento teve apoio da Federação da Agricultura e Pecuária do Estado da Bahia (FAEB) e envolveu produtores rurais do Extremo Sul baiano e do norte do Espírito Santo.
- InterAgro Ceará

Realizado entre os dias 6 e 7 de julho de 2017, junto ao seminário PEC Nordeste, a InterAgro Ceará teve uma reunião preparatória nos dias 7 e 8 de fevereiro do mesmo ano. Organizada pela Federação da Agricultura e Pecuária do Estado do Ceará (FAEC) e pela CNA, esse encontro focou setores como caprinos e ovinos, ovos, carne suína, mel, camarões e tilápias.
- InterAgro Mato Grosso do Sul

No dia 19 de julho de 2017, produtores rurais do Mato Grosso do Sul se reuniram em Campo Grande para discutir as tendências e oportunidades do comércio exterior para o produtor rural sul-mato-grossense. Foram analisadas principalmente a piscicultura, apicultura e ovinocultura.

### Apoio à exportação
Por meio dos projetos da Apex-Brasil, a InterAgro apoia as exportações de empresários rurais brasileiros. Esse apoio pode ocorrer por meio de incremento em competitividade de produção ou mesmo por meio da participação desses produtores em ações de promoção comercial.

### Videoconferências
Para questões de maior urgência, ou de abrangência nacional, a InterAgro realiza videoconferências entre a sede da CNA, em Brasília, e as federações estaduais. Já houve videoconferências sobre temas como o Sistema Geral de Preferências dos Estados Unidos da América e a Parceria Transpacífico.

### Compartilhamento de informações
Além de eventos presenciais e por videoconferência, a InterAgro mantém uma rede de compartilhamento de informações estratégicas. Seu objetivo é garantir que produtores rurais e profissionais de apoio ao agronegócio tenham uma fonte rápida de notícias e outros tipos de produções que possam ser interessantes para fortalecer a posição da agropecuária brasileira no comércio internacional.